# Houdemont
 Houdemont  es una localidad y comuna francesa, en la región de Lorena, departamento de Meurthe y Mosela, en el distrito de Nancy y cantón de Jarville-la-Malgrange.

## Demografía
| 182 | 202 | 248 | 214 | 283 | 311 | 290 | 304 | 278 | 279 | abs. | 290 | 342 | 325 | 331 | 328 | 331 | 318 | 301 | 333 | 328 | 397 | 426 | 497 | 472 | 545 | 853 | 870 | 870 | 1 553 | 1 836 | 2 375 | 2 469 |
| Para los censos de 1962 a 1999 la población legal corresponde a la población sin duplicidades (Fuente: INSEE [Consultar]) |     |     |     |     |     |     |     |     |     |      |     |     |     |     |     |     |     |     |     |     |     |     |     |     |     |     |     |     |       |       |       |       |